# 札幌国際観光
札幌国際観光株式会社（さっぽろこくさいかんこう）は、ホテル経営の会社である。

## 概要
札幌ローヤルホテル開業のため、1962年11月26日に設立された会社。1964年5月13日に、札幌ローヤルホテルをオープンした。また、1973年5月10日に、センチュリーロイヤルホテルもオープンした。どちらも、札幌の高級感のあるシティーホテルとして、注目を集める。
また、飲食店経営にも手がけ、「かにっこ」のチェーンを展開した。
本州資本のホテル進出により、次第にホテル経営にかげりが出てきた。不景気により、宴会などの収益が低くなる。1995年より、減収となる。
2007年8月17日に、札幌地方裁判所に民事再生法の手続きを開始する。会社自体は存続し、2008年3月10日には恵庭開発の子会社を経て、2010年8月8日釧路市に本社をもつマルセンクリーニングの子会社となった。

## 沿革
- 1962年11月26日、札幌国際観光株式会社が設立する。初代代表取締役社長は、杉野重雄で、キャバレー「アカネ」の支配人であった[2]。
- 1964年5月13日、札幌ローヤルホテルを開業する。札幌国際観光株式会社経営の最初のホテルである。
- 1966年5月、株式会社アカネを吸収合併する。
- 1966年11月、かにっこすすきの店を開店する。
- 1969年12月、かにっこ2条店を開店する。
- 1970年4月、かにっこすずらん店を開店する。
- 1972年4月、東京予約センターを開設する。
- 1973年5月10日、センチュリーローヤルホテルが開業する
- 1990年5月、「札幌ローヤルホテル」を「札幌ロイヤルホテル」に商号変更する
- 1990年5月、かにっこ本店を開店する。
- 1990年5月、「センチュリーローヤルホテル」を「センチュリーロイヤルホテル」に商号変更する
- 1991年4月、藤江彰彦が代表取締役社長に就任する。
- 1992年、かにっこしおさい亭店を開店する。
- 1993年3月、杉野重雄が、日本ホテル協会会長に就任。なお、1995年2月に、退任する[3]。
- 1996年9月、かにっこすすきの店閉店する。
- 2002年2月、かにっこしおさい亭店を「かにっこすすきの店」と改名する。
- 2003年3月、かにっこすずらん店閉店する。
- 2006年4月、藤江彰彦が代表取締役会長に就任、伊藤俊男が代表取締役社長に就任する。
- 2006年9月、かにっこすすきの店、再度閉店する。
- 2007年3月、東京予約センターを廃止する。
- 2007年8月17日、札幌国際観光株式会社、民事再生法の手続き開始する[1]。
- 2007年9月30日、札幌ロイヤルホテル、閉館となる。
- 2007年11月1日、ゴルフ場経営の恵庭開発株式会社が、札幌ロイヤルホテルを買収する。
- 2007年11月23日、札幌ロイヤルホテル、営業再開となる
- 2008年3月10日、札幌国際観光株式会社が恵庭開発株式会社の子会社となり[4]、恵庭開発株式会社の代表取締役の柴田和徳が、札幌国際観光株式会社の代表取締役を兼任する[5]。
- 2008年7月1日、札幌ロイヤルホテル閉鎖となる。
- 2010年9月、桶川昌幸が、札幌国際観光開発株式会社の代表取締役に就任する[6]
- 2019年5月1日、センチュリーマリーナ函館がグランドオープン。
- 2024年5月31日、センチュリーロイヤルホテル閉館[7]。